# Canal 3 (Saudi Aramco)
Channel 3 (inicialmente Dhahran TV) fue un canal de televisión operado por Saudi Aramco con sede en Dhahran, Arabia Saudita. Channel 3 fue el segundo canal de televisión en Medio Oriente y Arabia Saudita antes de la inauguración oficial de la televisión estatal saudí.

## Historia
Tras haberse iniciado las primeras transmisiones de televisión por decreto del entonces príncipe heredero saudí Fáisal bin Abdulaziz, Aramco inaugura un canal de televisión para los expatriados de la petrolera. La televisora comenzó a transmitir en inglés y árabe de forma simultánea.
En 1970, tras la inauguración de una nueva estación en Dammam, la transmisión en árabe fue retirada, quedando el inglés como único idioma del canal.
En 1976, cambió su sistema de codificación de NTSC a PAL, haciendo que el canal cambiara de nombre, ahora llamándose Channel 3.
Durante la Guerra del Golfo, junto con los canales estatales (KSA TV 1 y 2), transmitían advertencias sobre ataques hechos por el ejército de Irak y el llamado a colocarse máscara de gas durante los momentos de mayor tensión.

## Programación
La programación iniciaba con series infantiles. después concluidas, iniciaba la programación general, comúnmente de la televisión estadounidense y la BBC. Uno de los programas más populares de este canal fue Doctor Who, transmitido durante la década de 1980. Segundos antes de la 10 de la noche, el canal hacia interludio con KSA TV 2 (canal en inglés estatal) para transmitir las noticias. En algunas ocasiones transmitían alguna película después de la información del día.
Al ser un canal en territorio musulmán, muchas referencias a la cultura occidental tuvieron que ser eliminadas, aspecto que desagradó a sus espectadores, haciendo que buscaran alternativas para mirar programas con menos censura.
Lo rescatable de este canal fue la elaboración de documentales hechos profesionalmente sobre la cultura de Medio Oriente.

## Cese de transmisiones
A mediados de la década de los 90, los residentes de Dhahran comenzaron a buscar alternativas para mirar nuevos contenidos, por lo cual comenzaron a utilizar el Servicio de Televisión de las Fuerzas Armadas de Estados Unidos y televisión satelital, que tenían programas más contemporáneos y menos censurados, ya que por las leyes estatales, no permitían la transmisión de algunas escenas que eran consideradas haram. 
El 31 de diciembre de 1998, el canal hizo su última transmisión, agradeciendo a todos sus espectadores de haber estado presentes durante los 41 años que estuvieron transmitiendo.
Tras haber sido suspendido el canal, KSA TV 2 terminó siendo el único canal en inglés en Arabia Saudita.